# Operatie Sky
Operatie Sky is een internationale samenwerking van politiediensten die een crimineel communicatienetwerk blootlegde door de Sky ECC-cryptotelefoons van het Amerikaans-Canadese bedrijf Sky Global te kraken. Dankzij het onderscheppen en ontcijferen van versleutelde berichten werden wereldwijd arrestaties uitgevoerd in topcriminele organisaties.
In België stond de politieactie bekend onder de naam "Operatie Sky". Het onderzoek naar Sky ECC stond internationaal bekend als "Operatie Argus" en in het Verenigd Koninkrijk als "Venetic". "Argus" volgde op "Operatie Lemont", die leidde tot het afluisteren en uiteindelijk ontmantelen van de cryptocommunicatiedienst EncroChat in 2020.

## Chronologie
De Belgische politiediensten namen honderden cryptotelefoons met de berichtenapp Sky ECC van het Amerikaans-Canadese Sky Global in beslag, die in het crimineel milieu veelvuldig als End-to-end-encryptiecommunicatiemiddel voor onder meer drugshandel werden gebruikt. Sky Global werd er van verdacht bewust het werk van criminelen faciliteren, maar bewijzen ontbraken. Eind 2018 kwamen politiediensten van over de hele wereld bijeen in Sydney, Australië. Een samenwerking werd opgestart om de Sky ECC- encryptietechniek te kraken.
Eind 2019 startten België, Frankrijk, Nederland, Europol en Eurojust een nauwere samenwerking op om informatie en technologie makkelijker te delen. Eerst slaagden ze erin de versleutelde berichten van de criminele onderwereld te onderscheppen. In december 2020 wisten ze een deel van de encryptiecode te kraken, waardoor ze de berichten konden ontcijferen en lezen. De Belgische overheid maakte budgetten vrij om die enorme informatiestoom van miljoenen berichten te kunnen verwerken. De Belgische justitie maakte een budget 800.000 dollar vrij die ze in 2012 van de Amerikaanse Justitie hadden ontvangen, uit dank voor de hulp bij de arrestatie van drugsbaas Riccardo Fanchini. 61 juristen werden bij het parket en de magistratuur in België op de zaak gezet. De Nederlandse speurders gebruikten artificiële intelligentie als analysemiddel om de belangrijkste berichten uit die informatiestroom te filteren, waaronder drugstransporten en personen die gevaar liepen.
Vanaf 15 februari 2021 begonnen politiediensten van verscheidene landen en Europol gedurende drie weken in recent opgestelde commandocentra de datastroom van de criminele onderwereld in real time mee te lezen. Het centrumteam van België bestond uit 120 mensen. Op 9 maart 2021 werden wereldwijd arrestaties uitgevoerd. België zette 1.625 agenten in voor meer dan 200 huiszoekingen. 48 arrestaties volgden.
Sky Global werd in de Verenigde Staten aangeklaagd voor het ondersteunen van criminele organisaties.
Door verder onderzoek van oudere Sky ECC-berichten uit de misdaadwereld volgden de maanden en jaren daarop nog meer aanhoudingen en veroordelingen. In België alleen al waren na één jaar 888 mensen opgepakt, voor 4,5 miljard euro drugs onderschept en 60 miljoen euro aan goederen en geld in beslag genomen.

## Politieacties
- In maart 2021 werden in België en Nederland invallen uitgevoerd waarbij honderden mensen werden opgepakt en geld en drugs in beslag genomen werden.
- Van februari tot april 2021 werd in de haven van Antwerpen in anderhalve maand tijd 27 ton cocaïne onderschept, met een straatwaarde van 1,5 miljard euro.[7] De recordvangst was een drugslading van bijna 11 ton begin april.[8]
- In maart 2021 werden CEO Jean-François Eap en werknemers van Sky Global in de Verenigde Staten aangeklaagd op grond van het opzettelijk faciliteren van criminele organisaties.[9]
- Op 17 maart 2021 onderschepte de Nederlandse douane in de haven van Rotterdam een container uit Ecuador met 4.000 kilo cocaïne. Dankzij Sky ECC-berichten wisten ze exact om welke container het ging.[10]
- Op 8 april 2021 werden twaalf verdachten in en rond Antwerpen opgepakt. Ze werden gelinkt aan granaataanslagen, brandstichtingen en het bedreigen van werknemers uit de Antwerpse haven.[11]
- Op 4 februari 2023 rolde de Belgische politie een Albanees-Bulgaars drugsnetwerk op dat opereerde vanuit Meise.
- Op 8 april 2023 rolde de Belgische, Nederlandse en Spaanse politie gezamenlijk een criminele drugsorganisatie op, die opereerde vanuit Leuven met vertakkingen in Nederland, Spanje, Zuid-Amerika en Dubai. Ze smokkelden 180 miljoen euro cocaïne via zee- en luchthavens vanuit Zuid-Amerika naar Europa.[12]
- Op 3 mei 2023 pakten politiediensten in verschillende Europese landen leden van de Italiaanse 'ndrangheta-maffia op. Ze werden verdacht van onder andere witwaspraktijken, belastingontduiking, drugssmokkel en fraude. Het was de grootste operatie ooit in Europa tegen die maffiafamilie uit het Zuid-Italiaanse Calabrië. In België werden vijf verdachten aangehouden en vier luxevoertuigen, 60.000 euro cash en wapens in beslag genomen. Sky ECC-berichten brachten een belangrijke bijdrage aan het onderzoek in België en Italië.[13]

## Veroordelingen
- In juni 2023 werden twee broers uit een drugsbende in België veroordeeld tot de maximumstraf van 10 jaar en een geldboete van 200.000 euro dankzij de verzamelde bewijzen uit hun Sky ECC-accounts "Python" en "Quick".[14]